# 阿部ゆたか
阿部 ゆたか（あべ ゆたか、2月24日- ）は、日本の漫画家。山形県新庄市出身。新庄市立新庄小学校、新庄市立新庄中学校、日本大学山形高等学校卒業、日本大学芸術学部映画学科脚本コース中退。血液型はO型。東京都練馬区在住。

## 略歴
大学時代はバレー部所属、のちに漫画研究部「熱血漫画根性会」に所属し掛け持ちとなる。
在学中に鴨川つばめのアシスタントに応募したのがきっかけで、同雑誌社の『ひとみ』（秋田書店）より声がかかり『ステキなストレンジャー』で第2回ひとみ新人漫画賞佳作受賞（鴨川のアシスタントは大学との両立が出来ず、1ヶ月で辞職）。
デビュー作は『銀河のカーニバル』ひとみDX夏の号1979年7月発売。この時のペンネームは「あべ ゆたか」と全部ひらがなである。その後『ひとみ』および『ひとみDX』にて作品を発表。
1981年7月『なかよし』（講談社）に移籍。ペンネームが当時既に『なかよし』の主力作家であった「あべゆりこ」と近いことから、編集部の意向により名字が漢字の「阿部 ゆたか」に改名する。
『なかよしDX』『なかよし』『キャロル』等で執筆。
1985年秋『なかよし』の専属契約を切りフリーになる。
以後『おまじないコミック』（実業之日本社）、『mimiDX』（講談社）、『ハロウィン』（朝日ソノラマ）、『月刊Gファンタジー』（エニックス）、『ホラーM』（ぶんか社）、『中二コース』学習研究社、『小学五年生』（小学館）、『MiChao!』（講談社）などで執筆。

## 青山剛昌とのエピソード
作品のひとつに『名探偵コナン 特別編』がある。これは熱血漫画根性会（通称：ねまこん）の後輩が青山剛昌で、彼の作品の小学生版を描いてくれる人を青山から相談を持ちかけられ、当時スタッフだった丸伝次郎が作画担当、阿部ゆたかがネームと構成をする事でこの企画がスタートした。
こぼれ話として『100%探偵物語』の登場人物の青山桃子は青山が当時好きだった菊池桃子と合体した名前である。ここに出て来る江古田高校は『まじっく快斗』の怪盗キッドこと黒羽快斗が通っている高校でもある。作品の中にお互いゲスト出演している。なお、この『100%探偵物語』を青山は短編アニメとして自ら監督で自主制作している。阿部は作画を担当。この形態のアニメはこの前にも一本ある。後にこのアニメは『週刊少年サンデー』の読者プレゼントとして数本のビデオを誌上にてプレゼントした。
青山デビュー作『ちょっとまってて』の主人公の名前は「高井豊」「阿部麻巳子」だが、これは阿部が当時好きだったアイドル高井麻巳子と合わせたもの。
藤臣柊子と小林ぽんずに誘われ『痛快なりゆき番組 風雲!たけし城』に青山を誘って出演したことがある。最終決戦の1つ前の「コリントでポン!」で脱落。
藤臣とは久美沙織も交え、スキーはかなり行った。青山も含め男女7人で沖縄県小浜島のはいむるぶしへ1週間のダイビング旅行に行ったこともある。
阿部の名前は、『名探偵コナン』本編に登場するゲストキャラクターの名前に使用されている（本名の『阿部豊』として「赤鬼村火祭殺人事件」に登場）。阿部のほか、「名探偵コナン 特別編」の作画を手がけた丸伝次郎、太田勝、山㟁栄一もゲストキャラの名前で使用されている（丸は「骨董品コレクター殺人事件」の被害者、太田は鈴木園子の姉・綾子の友人の名前で「山荘包帯男殺人事件」に登場。山㟁は、常用漢字体の『山岸栄一』としてアイドル・沖野ヨーコのマネージャーの名前として使用されている）。

## 主な作品
- くまちゃんのクリスマス（実業之日本社）
- くまちゃんをアンコール（実業之日本社）
- 卒業〜思い出につつまれて（実業之日本社）
- FIGHT! 1〜2（実業之日本社）
- 学園天国 （実業之日本社）
- 法術師ヤクシャ（原作：丸伝次郎）（実業之日本社）
- 夏のオルゴール（実業之日本社）
- 3月にはかすみ草（朝日ソノラマ）
- 避暑地のマーメイド（朝日ソノラマ）
- 赤い糸のふ・た・り（朝日ソノラマ）
- トライアングル・ハイスクール 1〜2（朝日ソノラマ）
- 放課後のラビリンス（朝日ソノラマ）
- 天使の死角（朝日ソノラマ）
- 8月の死角（朝日ソノラマ）
- BUBL〜バブル（朝日ソノラマ）
- ガラスの世代 1〜2（学研）
- わたしの中の殺意（学研）
- 波乗りの詩（東京三世社）
- ひとりじゃないの（東京三世社）
- ぷ・れ・ぜ・ん・と（けいせい出版）※あべゆたか名義
- 100%探偵物語（河出書房新社）
- だれにもいえない（ぶんか社）
- 学校恐怖報告（ぶんか社）
- 卒業の日～止まらない殺意（ぶんか社）
- 私は知らない（ぶんか社）
- GREEN DEAD（講談社）
- 学校の超こわい恐怖体験（講談社）
- 死をよぶピアノ（講談社）
- 超こわい学校の怪談 1〜6（講談社）
- ドラゴンクエスト 精霊ルビス伝説 1〜7（原作：久美沙織）（エニックス）
- 名探偵コナン 特別編（原作：青山剛昌、共同作画：丸伝次郎）3.4.8.9.12.15.17.20.23.26.29.32.33（小学館）
- プチ魔女サラダのまほうレストラン（文：宇埜都もこ、共同作画：丸伝次郎）（講談社）
- 名探偵コナン 世紀末の魔術師（原作：青山剛昌、共同作画：丸伝次郎）1（小学館）[4]
- はーいステップジュン（なかよしDX版)（講談社）
- 花の首飾り
- 卒業の歌がきこえる